# ريكاردو أوكسوا
ريكاردو أوكسوا (بالإسبانية: Ricardo Otxoa)‏ هو دراج إسباني، ولد في 30 أغسطس 1974 في بيرانغو في إسبانيا، وتوفي في 15 فبراير 2001 في كارتاما في إسبانيا بسبب حادث مرور.

## وصلات خارجية
- ريكاردو أوكسوا على موقع أرشيف الدراجات (الإنجليزية)
- ريكاردو أوكسوا على موقع إحصائيات الدراجات الإحترافية (الإنجليزية)
- ريكاردو أوكسوا على موقع نسبة الدراجات (الإنجليزية)